# John M. Duffy
John Michael Duffy (* 1943) ist ein irischer klassischer Philologe und Byzantinist.

## Leben
John Duffy studierte klassische Philologie am St Patrick’s College in Maynooth und schloss das Studium 1965 mit einem B.A. (First Class Honours) ab. 1966 absolvierte er das Higher Diploma in Education am University College Dublin. Es folgte 1967 ein M.A. in Klassischer Philologie an der National University of Ireland. Nach einem Wechsel in die USA erwarb er 1975 den Ph.D. in Klassischer Philologie an der State University of New York at Buffalo, wo Leendert Gerrit Westerink sein Lehrer war. Danach besuchte er außerdem Kurse in Klassischem Arabisch bei R. Frank (1975–1978). Zuvor hatte er an Seminaren in griechischer Paläographie bei Nigel G. Wilson (1972 an der Harvard University) und in griechischer Papyrologie bei Eric G. Turner und Peter J. Parsons (1969 an der University of California, Berkeley) teilgenommen.
Duffy war Research Fellow an der Dumbarton Oaks Research Library and Collection (1973–1975) und Assistant Professor of Greek Language and Literature ebendort (1975–1978). 1978 wechselte er an die University of Maryland, wo er zunächst Assistant Professor of Classics (1978–1981), dann Associate Professor (1984–1990) und schließlich Professor of Classics (1990–1995) war. Von dort wechselte er 1995 an die Harvard University, wo er bis zu seiner Emeritierung 2013 als Dumbarton Oaks Professor of Byzantine Philology and Literature lehrte.
Duffy arbeitet vor allem editionsphilologisch zur neuplatonischen (Porphyrios) und byzantinischen Philosophie und Theologie (Michael Psellos, Niketas David Paphlagon, Sophronius von Jerusalem) sowie zur Medizingeschichte (Stephanos von Athen, Johannes von Alexandria).

## Schriften (Auswahl)
- Porphyry, The Cave of the Nymphs in the Odyssey. Edition and translation by J. M. Duffy, P. F. Sheridan, L. G. Westerink, J. A. White. (Arethusa Monographs I).  Buffalo 1969.
- Synodicon Vetus. Edition, translation, and notes by J. M. Duffy and J. Parker. (Dumbarton Oaks Texts 5). Washington DC 1979.
- Stephanus of Athens, A Commentary on the Prognosticon of Hippocrates. Edition and translation by J. M. Duffy (= Corpus Medicorum Graecorum/Latinorum XI 1, 2). Akademie-Verlag, Berlin 1983, Digitalisat
- mit J. J. Peradotto (Hrsg.): Gonimos. Neoplatonic and Byzantine Studies Presented to Leendert G. Westerink at 75. Buffalo, 1988.
- Michael Psellos, Philosophica Minora I. Edition by J. M. Duffy. Teubner Verlag, Leipzig 1992.
- John of Alexandria, Commentary on Hippocrates’ Epidemics VI. Edition and translation by J. M. Duffy (Corpus Medicorum Graecorum/Latinorum XI 1, 4) Deutsche Akademie der Wissenschaften, Berlin, 1997, Digitalisat
- Michael Psellos, Theologica II. Ed. by L. G. Westerink and J. M. Duffy. K. G. Saur Verlag, Munich/Leipzig 2002.
- Nicetas David, The Life of Patriarch Ignatius. Text and tr. by A. Smithies, with notes by J. M. Duffy. (Dumbarton Oaks Texts 13). Washington DC 2013.
- Sophronios of Jerusalem, Homilies. Ed. and transl. by J. Duffy. (Dumbarton Oaks medieval library, 64). Cambridge, Mass. 2020.